# Mèo Angora Thổ Nhĩ Kỳ
Mèo Angora Thổ Nhĩ Kỳ (tiếng Thổ Nhĩ Kỳ: Ankara kedisi, tiếng Anh:Ankara cat hoặc Turkish Angora) là một giống mèo nhà. Angora Thổ Nhĩ Kỳ là một trong những giống mèo cổ đại, tự nhiên, có nguồn gốc ở miền trung Thổ Nhĩ Kỳ, ở vùng Ankara. Giống mèo này đôi khi được gọi với các cái tên đơn giản hơn là mèo Angora hoặc mèo Ankara.

## Hình dáng bề ngoài
Mèo Angora Thổ Nhĩ Kỳ có bộ lông dài, mượt sang trọng và thân hình khá gồ ghề. Mặc dù loài này được biết đến với một bộ lông lung linh màu trắng, mèo Angora Thổ Nhĩ Kỳ có thể có bộ lông với nhiều màu sắc khác nhau.
Đôi mắt loài này có thể có màu xanh dương, xanh lá cây, hổ phách, màu vàng hoặc có màu không đồng nhất (ví dụ: một mắt màu xanh dương và một mắt màu hổ phách hoặc màu xanh lá cây). Tai nhọn, lớn và rộng. Đôi mắt có hình dáng hạnh nhân và hình dáng một bên mặt tạo thành hai mặt phẳng thẳng. Đuôi thường dựng thẳng, vuông góc với lưng.

## Hành vi
Mèo Angora Thổ Nhĩ Kỳ vui tươi, thông minh, tráng kiện và phức tạp. Chúng thường tạo liên kết với con người, nhưng thường chọn một thành viên cụ thể của gia đình để trở thành bạn đồng hành xuyên suốt của chúng. Mèo giống này thường dùng hành động quây tròn nhằm bảo vệ người chủ chính mà nó đã chọn lựa.